# Nikodem Renc
Nikodem Jan Renc (ur. 1888, zm. 1939 w Katowicach) – powstaniec śląski, działacz plebiscytowy, administrator (kastelan) gmachu Urzędu Wojewódzkiego (1922–1925), radny miasta Katowice, ławnik sądowy, restaurator, właściciel firmy transportowej, dowódca oddziału ochotników walczących w obronie Katowic na początku września 1939 podczas kampanii wrześniowej. Był jedną z ofiar zbrodni w Katowicach (rozstrzelania ponad 80 osób 4 września 1939).